# Famille Mechtcherski
La famille Mechtcherski, ou Mechtchersky (Меще́рский) est une famille princière de l'Empire russe de lointaine origine tatare. Elle figurait au livre V de la noblesse des gouvernements de Kalouga, de Kostroma, de Koursk, de Moscou, de Saint-Pétersbourg, de Toula, de Tchernigov et de Poltava. Elle compte parmi ses membres de grands serviteurs de l'État et des représentants de la culture russe.

## Origines

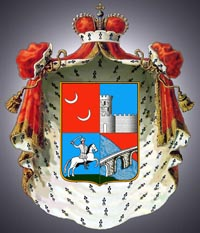
Armes des princes Mechtcherski.

D'après le Livre de Velours, la famille prend son origine avec Bakhmet, fils d'Hosseïn prince de Chirine, seigneur en 1198 des terres de Michara ou Mechtchera (habitées par des tribus finnoises païennes dominées par les Tatars) qu'il reçoit en fief. Son fils, Beklemich, se convertit au christianisme sous le nom de Michel (Mikhaïl en russe).
« À l'été 6706 (1198), le prince de Chirine, Bakhmet, fils d'Hosseïn, venant de la Grande Horde à Mechtchera, où il combat et s'y installe, et à Mechtchera lui naît un fils, Beklemich. Celui-ci s'est fait baptiser sous le nom de Michel et à la ville d'Andreïevo a fait construire une église à la Transfiguration de Notre Seigneur Jésus-Christ, et avec lui beaucoup de gens se sont convertis. Le prince Michel a eu un fils, le prince Théodore. »
Ses descendants conservent les terres de Mechtchera jusqu'en 1398. Aux XVIe et XVIIe siècles, un grand nombre de Mechtcherski deviennent officiers ou voïevodes.

## Personnalités
Par ordre alphabétique
- Alexandre Vassilievitch Mechtcherski (1818-1884), Hofmeister (grand-chambellan).
- Alexandre Vassilievitch Mechtcherski (1822-1905), officier de la garde du régiment de hussards de S.M.I., Stallmeister de la cour impériale : veuf à 73 ans, il se remarie et a un fils, Sergueï (1897-1963), de cette seconde union et une fille, Ekaterina (1904-1994).

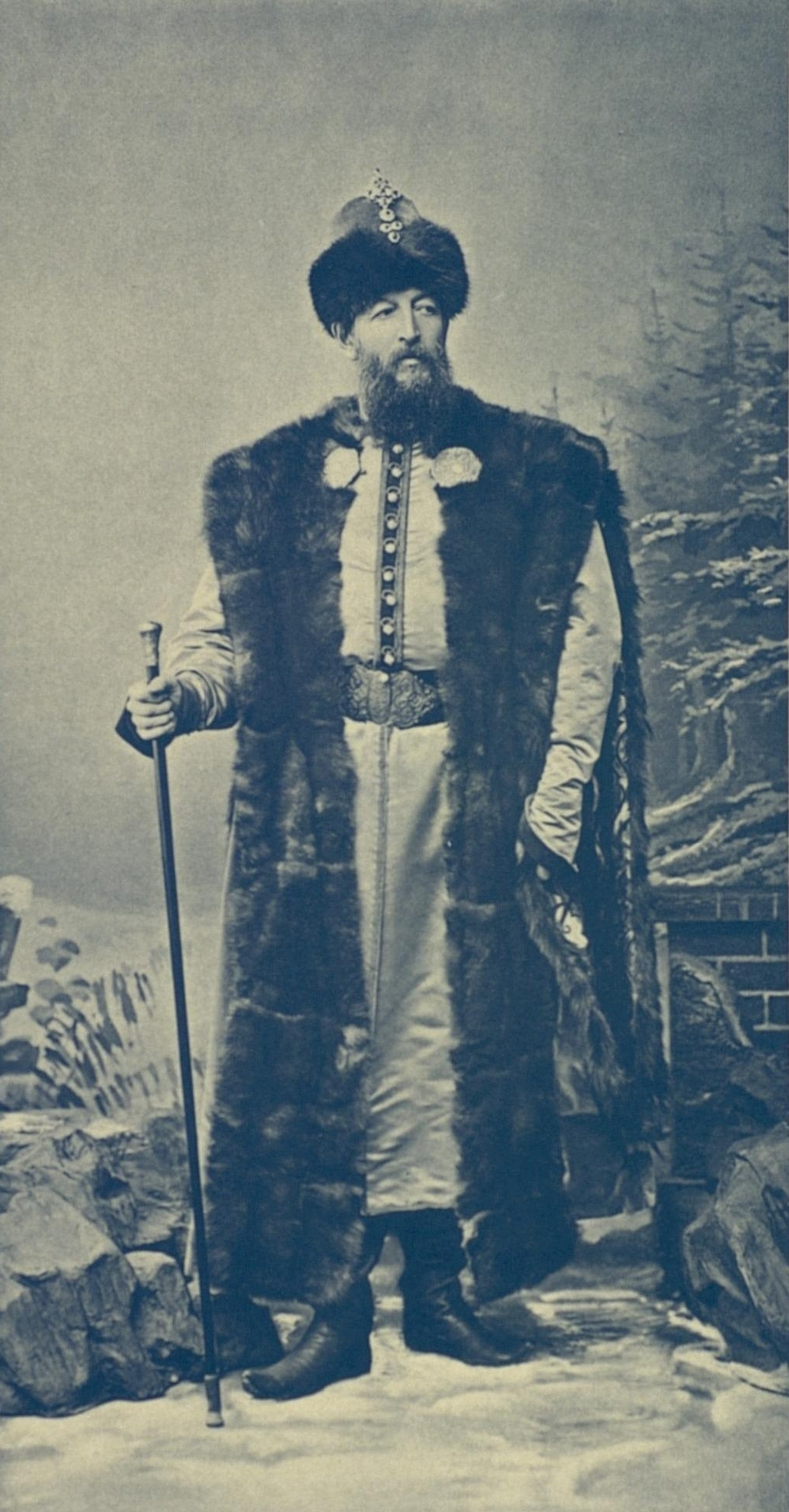
Le prince Boris Mechtcherski au bal costumé de 1903 à la cour (pour le tricentenaire de la dynastie des Romanov), habillé en boyard du XVIIe siècle.

- Boris Borissovitch Mechtcherski (1850-1904), Stallmeister de la cour, maréchal de la noblesse du gouvernement de Poltava, du gouvernement de Saratov.
- Ekaterina Alexandrovna Mechtcherskaïa (1904-1994), poétesse, femme de lettres.
- Ekaterina Nikolaïevna Mechtcherskaïa (1806-1867), fille de Nikolaï Karamzine, mère du prince Vladimir Petrovitch Mechtcherski ; elle reçut des dédicaces de poèmes de Joukovski, de Pouchkine ou du prince Wiazemsky.
- Elim Nikolaïevitch Mechtcherski (1808-1844), écrivain et poète russe d'expression française.
- Emmanuel Nikolaïevitch Mechtcherski (1832-1877), colonel, aide-de-camp, héros de la bataille de Chipka ; enterré à l'église catholique de Tsarskoïe Selo.
- Eudoxie Nikolaïevna Mechtcherskaïa, née Tiouttcheva (1774-1837), religieuse (higoumène) sous le nom de mère Eugénie, fondatrice du couvent d'Anossino du monastère Saint-Boris-et-Saint-Gleb, tante de Fiodor Tiouttchev.
- Ivan Vsevolodovitch Mechtcherski (1859-1935), savant dans le domaine de la mécanique théorique et appliquée.
- Nikiphore Fiodorovitch Mechtcherski († 1653), boyard et voïevode qui fit la paix entre les habitants de Novgorod et ceux de Pskov.
- Maria Elimovna Mechtcherskaïa (1844-1868), Fräulein (demoiselle d'honneur à la cour), premier amour de l'empereur Alexandre III.
- Nikita Alexandrovitch Mechtcherski (1906-1987), linguiste soviétique.
- Nikolaï Petrovitch Mechtcherski (1829-?), inspecteur de l'instruction de la région de Moscou.
- Piotr Sergueïevitch Mechtcherski (1778-1857) Oberprokuror du Saint-Synode.
- Platon Stepanovitch Mechtcherski (1713-1799), gouverneur de la Petite Russie (1769-1775), gouverneur-général de Kazan, de Simbirsk, de Penza et de Viatka.
- Vera Kirillovna Mechtcherskaïa (née Struve) (1876-1949), fondatrice de la Maison russe (maison de retraite des émigrés russes en France) à Sainte-Geneviève-des-Bois (Essonne).
- Vladimir Petrovitch Mechtcherski (1838-1914), Kammerherr, éditeur et rédacteur-en-chef du journal conservateur Le Citoyen («Гражданин»).

## Anciens domaines
- Douguino, près de Smolensk
- Guertchikovo, près de Smolensk
- Petrovskoïe-Alabino, près de Moscou
- Palais Mechtcherski à Poltava

## Pour approfondir